# Cryptoplax oculata
Cryptoplax oculata — вид панцирних молюсків родини Cryptoplacidae. Вид поширений на заході Тихого океану біля узбережжя В'єтнаму.